# انسحاب القوات الأمريكية من أفغانستان 2021
انسحبت القوات المسلحة الأمريكية من أفغانستان في31 أغسطس 2021، لتتم بذلك عملية حارس الحرية، وبعثة الدعم الحازم التابعة لمنظمة حلف شمال الأطلسي. غزت الولايات المتحدة والقوات المتحالفة معها أفغانستان واحتلتها عام 2001 عقب هجمات 11 سبتمبر، لتصبح بذلك الحرب على أفغانستان أطول اشتباك عسكري خاضته الولايات المتحدة.
وقعت الولايات المتحدة وحركة طالبان، في 29 فبراير 2020، اتفاق الدوحة (2020) لإحلال السلام في أفغانستان، ليشمل الاتفاق انسحاب جميع القوات الأمريكية وحلف شمال الأطلسي النظاميين من أفغانستان، وتعهد طالبان بمنع القاعدة من العمل في المناطق الخاضعة لسيطرة طالبان، وإجراء محادثات بين طالبان والحكومة الأفغانية. حظي الاتفاق بتأييد الصين وباكستان وروسيا، وأيده مجلس الأمن التابع للأمم المتحدة بالإجماع.
وافقت إدارة ترامب على خفض مبدئي لقواتها من 13,000 إلى 8,600 جندي بحلول يوليو 2020، يليه انسحاب كامل بحلول 1 مايو 2021، إذا ما أوفت طالبان بالتزاماتها. أعلنت إدارة بايدن في أبريل 2021 أنها ستواصل الانسحاب بعد الموعد النهائي الأصلي، على أن يكون تاريخ الانتهاء المتوقع هو 11 سبتمبر 2021. أعلنت إدارة بايدن في وقت لاحق أنه على الرغم من الانسحاب، فإنها ستبقي 650 جنديًا أمريكيًا للدفاع عن سفارة الولايات المتحدة في أفغانستان، والدفاع عن مطار كابل الدولي إلى جانب القوات التركية. غيّر بايدن، يوم 8 يوليو، الموعد النهائي لانسحاب الولايات المتحدة إلى 31 أغسطس. أعلنت وزارة الدفاع، رغم ذلك، مواصلة الولايات المتحدة ضرباتها الجوية ضد طالبان.

## الجهود السابقة

### إدارة أوباما
أعلن الرئيس باراك أوباما، في عام 2011، انسحاب الولايات المتحدة من أفغانستان بحلول نهاية عام 2014، لتُختتم بذلك عملية الحرية الدائمة. رغم انسحاب عدد كبير من قوات الولايات المتحدة بحلول عام 2014 وانتهاء عمل قوات المساعدة الدولية لإرساء الأمن في أفغانستان التابعة لمنظمة حلف شمال الأطلسي، بقي 9,800 جندي أمريكي داخل أفغانستان للمشاركة في عملية حارس الحرية، وهي جزء من بعثة الدعم الحازم لمنظمة حلف شمال الأطلسي التي أُطلقت لاحقًا. طلب الجنرال جون إف. كامبل إضافة 1000 جندي أمريكي في ضوء العملية العسكرية الجديدة.

### إدارة ترامب
في أبريل 2017، وُصفت الاستراتيجية التي تتبعها الولايات المتحدة في أفغانستان أثناء عهد الرئيس الأمريكي دونالد ترامب بأنها قائمة على «زيادة قوات العمليات الخاصة لتدريب القوات الأفغانية وإسداء المشورة لها ومساعدتها، واتباع خطة أكثر قوة لملاحقة العناصر التي تساعد حركة طالبان في باكستان، ونشر المزيد من القوة الجوية والمدفعية، علاوة على الالتزام السياسي ببقاء الحكومة الحالية في كابول.»
في يوليو 2017، بلغ العدد الرسمي للقوات الأمريكية العاملة في أفغانستان هو 8400، ومنح الرئيس ترامب سلطة صنع القرار العسكرية الأمريكية الإذن بزيادة عدد قوات العمليات العسكرية في سوريا والعراق وأفغانستان دون الحاجة إلى الحصول على موافقة رسمية من البيت الأبيض. صرّح وزير الدفاع الأمريكي جيم ماتيس: «لا تزال مهمتنا الشاملة في أفغانستان كما هي.»
في 21 أغسطس 2017، كشف الرئيس ترامب عن الاستراتيجية التي تتبعها إدارته في أفغانستان، قائلًا: «سيكون للنصر تعريف واضح، وسيتمثل بمهاجمة أعدائنا، وقمع الدولة الإسلامية في العراق والشام، وسحق تنظيم القاعدة، ومنع حركة طالبان من الاستيلاء على البلاد، والتصدي للهجمات الإرهابية الجماعية ضد الأمريكيين قبل اندلاعها.» في 24 أغسطس، أكد قائد قوات الولايات المتحدة وقوات منظمة حلف شمال الأطلسي في أفغانستان، الجنرال جون نيكلسون جونيور، على اعتماد مستويات القوات واستراتيجيتها وشروط نجاحها على زخم المجهود الحربي وظروف المنطقة، وليس «جداول زمنية تعسفية.» لم يحدد ترامب عدد القوات المقرر تخصيصها لتلك الجهود في إطار استراتيجيته الجديدة المفتوحة، ولكنه جرى إعلام مسؤولي الكونغرس بنية نشر 4,000 قوة إضافية. في 30 أغسطس، ذكرت صحيفة واشنطن بوست أنه من المرجح أن تشمل القوات الأمريكية الإضافية المُرسلة لأفغانستان المظليين فضلًا عن مفارز المدفعية البحرية الصغيرة، التي تتألف من نحو 100 جندي أو من قبيل ذلك لكل وحدة، والتي كان من المقرر توزيعها في جميع أنحاء البلاد لسد ثغرات الدعم الجوي. وفقًا للتقرير، من المرجح أن يوظف الدعم الجوي المزيد من طائرات إف 16 المقاتلة، وطائرات فيرتشايلد ريبابليك أيه-10 ثاندربولت الثانية، علاوة على قاذفات القنابل من نوع بي-52 ستراتوفورتريس، أو توليفة من الطائرات الثلاث جميعها. ذكرت الصحيفة كذلك: «صرّح مسؤوولون أمريكيون في كابول أنه من شأن زيادة القوات الأميركية السماح للأميركيين بإسداء المشورة للقوات الأفغانية في المزيد من مواقع القتال، ومع تواجد المزيد من الوحدات في أماكن بعيدة عن أكبر قواعد البلاد، ستبرز الحاجة إلى المزيد من الدعم الجوي والمدفعية لحماية تلك القوات.» أضافت صحيفة نيويورك تايمز أنه «سيكون بإمكان الجيش الأمريكي تقديم المشورة لألوية أفغانية مختارة في الميدان عوضًا عن محاولة توجيهها عن بعد. بإمكانهم كذلك زيادة الجهود المبذولة لتدريب قوات العمليات الخاصة، وبالتالي زيادة عدد أفراد القوات الخاصة الأفغانية زيادة كبيرة. سيتيح ذلك لقادة الحرب الأمريكيين وأفراد الخدمة الأمريكية توجيه ضربات جوية ومدفعية لصالح المزيد من الوحدات الأفغانية.»
في 30 أغسطس 2017، كشفت وزارة الدفاع عن وجود المزيد من القوات في أفغانستان غير المُصرّح بها سابقًا. ذكر البنتاغون أن العدد الفعلي بلغ نحو 11,000 وليس 8,400 كما ذُكر سابقًا، ويشمل العدد الأكبر من تلك القوات الوحدات السرية بالإضافة إلى الوحدات المؤقتة. يُعزى التقدير المنخفض لأعداد القوات إلى التدابير المحاسبية والإجراءات البيروقراطية المضللة.
في سبتمبر 2017، شرعت إدارة ترامب بنشر أكثر من 3,000 جندي إضافي في أفغانستان، ما أدى إلى زيادة العدد الإجمالي للقوات الأمريكية في أفغانستان إلى ما يتجاوز 14,000 جنديًا. في سبتمبر 2018، تولى الجنرال أوستن سكوت ميلر قيادة القوات الأمريكية وقوات حلف شمال الأطلسي في أفغانستان، حيث بلغ عدد الجنود الأمريكيين المنتشرين هناك 15,000 جندي. في أكتوبر 2019، في أعقاب التوقف المفاجئ لمحادثات السلام مع طالبان قبل شهر من ذلك، أعلن الجنرال ميلر عن تخفيض القوات الأمريكية إلى 13,000 في غضون عام واحد نتيجة لقرار أحادي الجانب اتخذته قيادة الولايات المتحدة في كابول. علق وزير الدفاع مارك أسبر على انخفاض القوات قائلًا «يؤدي الجنرال ميلر بالضبط ما طلبت جميع قادتنا القيام به عندما توليت منصبي، ويمثل ذلك جزءًا من إستراتيجية الدفاع الوطني لتحويل الاستراتيجية العسكرية العالمية للولايات المتحدة تدريجيًا من منح الأولوية لمكافحة الإرهاب إلى مكافحة روسيا والصين كذلك». في ديسمبر 2019، كشفت صحف أفغانستان أن كبار المسؤولين العسكريين والحكوميين اعتبروا الحرب في أفغانستان حربًا لا يمكن الفوز بها، ولكنهم أخفوا ذلك عن الشعب. بحلول نهاية عام 2019، توفي نحو 2,400 أمريكي في الحرب، وجُرح ما يتجاوز 20,000 شخص.

#### اتفاق الدوحة
في 29 فبراير 2020، وقعت الولايات المتحدة والطالبان اتفاقية الدوحة (المعنونة رسميًا باسم «اتفاقية إحلال السلام في أفغانستان») والتي نصت على انسحاب «جميع القوات العسكرية التابعة للولايات المتحدة وحلفائها وشركاء التحالف من أفغانستان، بما في ذلك جميع الموظفين المدنيين غير الدبلوماسيين، ومتعهدي خدمات الأمن الخاصة، والمدربين، والمستشارين، وموظفي خدمات الدعم» في غضون 14 شهرًا (أي بحلول 1 مايو 2021). في ذلك الوقت، تواجد نحو 13,000 جندي أمريكي في البلاد. كان الانسحاب مشروطًا بالتزام حركة طالبان بشروط الاتفاق التي تضمنت «عدم السماح للقاعدة أو لأي جماعة متطرفة أخرى بالعمل في المناطق التي تسيطر عليها.» كان من المقرر أن تخفض الولايات المتحدة قواتها في أفغانستان بنحو 5,000 جندي إلى 8,600 جندي في غضون 135 يومًا.

## معاهدة سلام

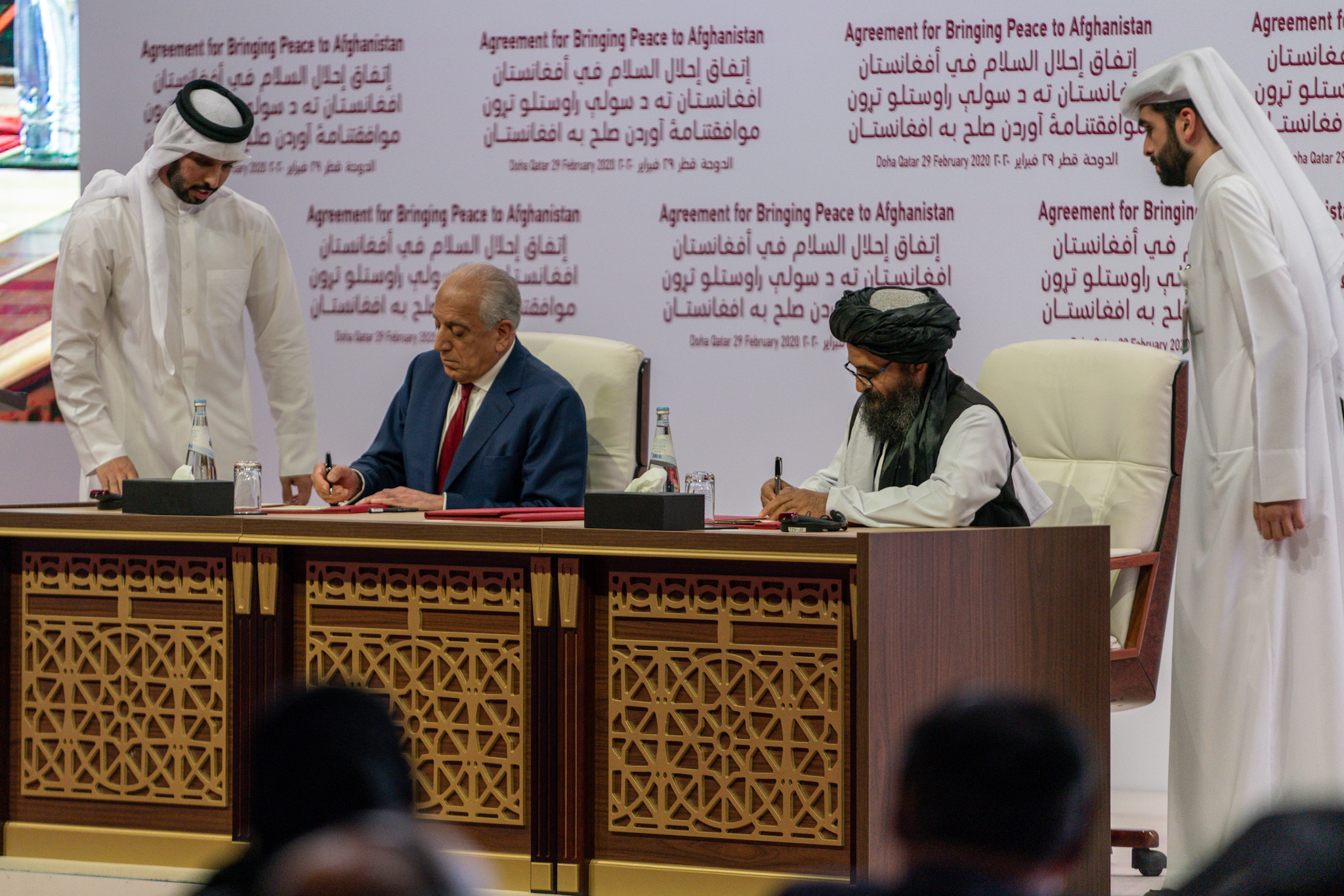
ممثل الولايات المتحدة زلماي خليل زاد (اليمين) وممثل طالبان عبد الغني برادر (اليسار) يوقعان الاتفاق في الدوحة بقطر في 29 فبراير 2020

في 29 فبراير 2020، وقعت الولايات المتحدة وحركة طالبان على اتفاق سلام في الدوحة بقطر بعنوان «الاتفاق على إحلال السلام في أفغانستان». وتشمل أحكام الاتفاق انسحاب جميع القوات الأمريكية وقوات حلف شمال الأطلسي من أفغانستان، وتعهد طالبان بمنع القاعدة من العمل في المناطق الخاضعة لسيطرة طالبان، وإجراء محادثات بين الطالبان والحكومة الأفغانية. ووافقت الولايات المتحدة على التخفيض الأولي لمستوى قواتها من 13,000 إلى 8,600 بحلول يوليو 2020، يليه انسحاب كامل بحلول 1 مايو 2021 إذا حافظت حركة طالبان على التزاماتها.
وكانت الصفقة مدعومة من الصين وروسيا وباكستان.
وأكملت الولايات المتحدة تخفيض قواتها إلى 2,500 جندي في يناير 2021. وكان هذا أقل عدد من الجنود الأمريكيين في أفغانستان منذ عام 2001. اعتبارا من يناير 2021، يوجد أكثر من سبعة متعاقدين لكل موظف من أفراد الخدمة العسكرية في الولايات المتحدة في أفغانستان، يبلغ ما يزيد على 18,000 متعاقد اعتبارا من يناير 2021، وفقا للأرقام الواردة من القيادة المركزية الأمريكية.

## ردود الفعل

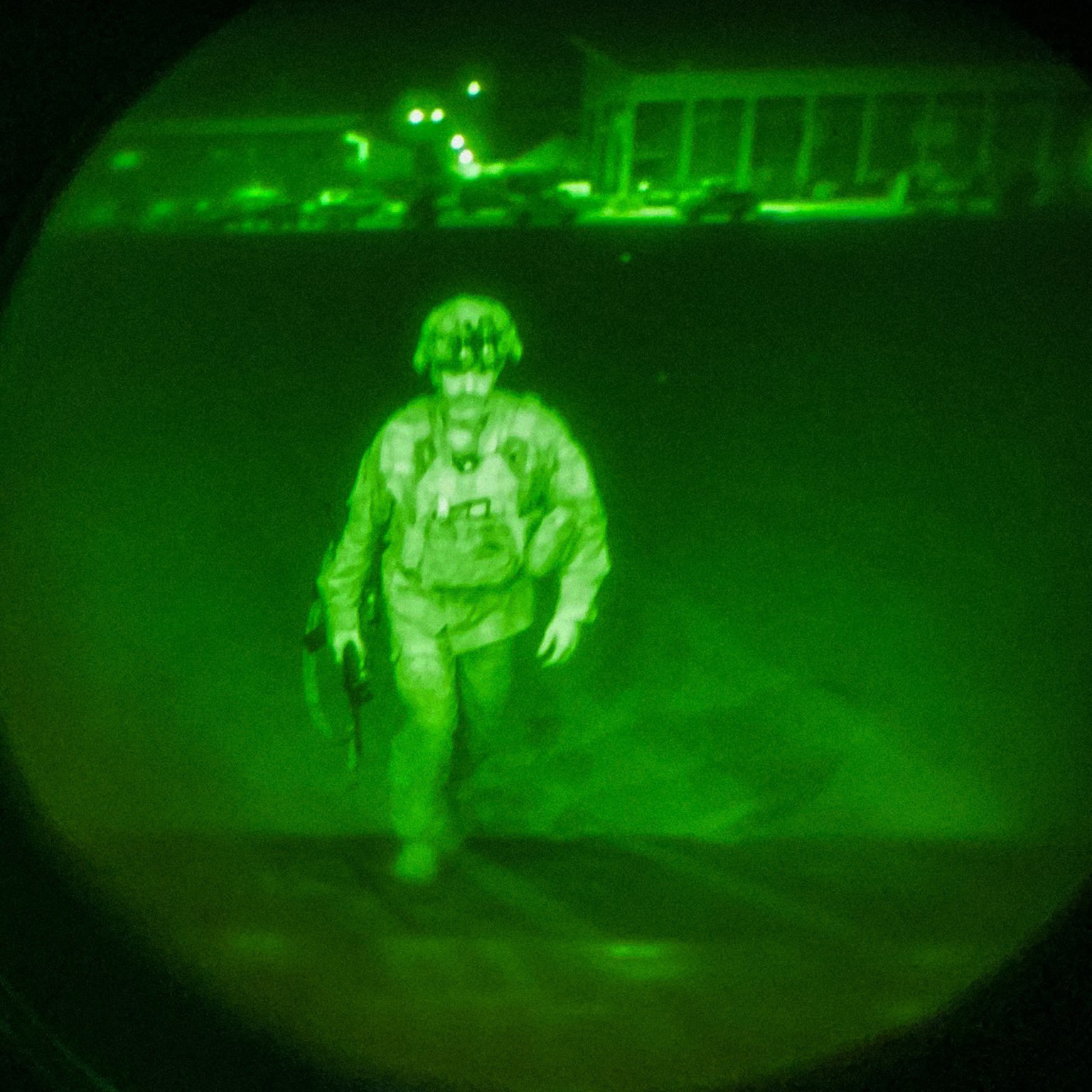
صورة لآخر جندي أمريكي يغادر أفغانستان يوم 29 أغسطس.

أثار إعلان إدارة بايدن الأولي عن الانسحاب الكامل للقوات بحلول 11 سبتمبر 2021 الثناء والنقد على حد سواء داخل الولايات المتحدة. انتقد العديد من أعضاء مجلس الشيوخ الانسحاب كميتش ماكونيل وليندسي غراهام وجيم إنهوف وجوني إيرنست وجين شاهين. أيد القرار أعضاء آخرون في مجلس الشيوخ، كراند بول وجاك ريد. أشاد الرئيس السابق دونالد ترامب بقرار بايدن مواصلة الانسحاب ووصفه بأنه «رائع وإيجابي» لكنه انتقد بايدن لاختياره يوم 11 سبتمبر يوم الانسحاب، واقترح أن ينسحب بايدن في وقت سابق، لأنه ينبغي أن يظل يوم 11 أسبتمبر «يوم للذكرى والتفكر في الأحداث، تكريمًا لتلك الأرواح العظيمة التي فقدناها». ذكرت وزيرة الخارجية الأمريكية السابقة هيلاري كلينتون وجود «عواقب متوقعة وغير مقصودة سواء للبقاء والمغادرة»، ومن بين هذه العواقب، على حد تعبيرها، انهيار محتمل للحكومة الأفغانية، مؤديًا إلى استيلاء طالبان عليها ونشوب حرب أهلية جديدة. قال الرئيس السابق جورج بوش الابن، الذي أشرف على غزو الولايات المتحدة لأفغانستان عام 2001، أن الانسحاب أصابه «بالقلق»، وأنه قد ينطوي على إمكانية «خلق فراغ، ومن المرجح، في ظل هذا الفراغ، أن يأتي للحكم الأشخاص الذين يعاملون المرأة كمواطنة من الدرجة الثانية». أكد بوش من جديد، خلال مقابلة مع دويتشه فيله في 14 يوليو 2021، معارضته لانسحاب القوات.
تُوجد مخاوف بشأن تصاعد العنف والأوضاع غير المستقرة في أفغانستان بعد انسحاب القوات الأمريكية. أغلقت أستراليا سفارتها في كابل، في 25 مايو 2021، بسبب مخاوف أمنية. سحبت بلجيكا وفرنسا دبلوماسييهما. أصدرت السفارة الصينية في أفغانستان تحذيرًا بشأن السفر في 19 يونيو، حثت فيه المواطنين الصينيين على «مغادرة أفغانستان في أقرب وقت ممكن»، وطالبت المنظمات الصينية «باتخاذ تدابير إضافية وتعزيز التأهب لحالات الطوارئ مع تدهور الحالة الأمنية في البلاد». أرسلت الحكومة الصينية، في 2 يوليو، طائرة مستأجرة تديرها شركة خطوط زيامن الجوية، لإجلاء 210 مواطنًا صينيًا من كابل.
أفاد مجلس الأمن التابع للأمم المتحدة، في يوليو 2021، بأنه لا يزال يتواجد أعضاء جماعة قاعدة الجهاد في شبه القارة الهندية في 15 مدينة أفغانية، ويعملون تحت حماية حركة طالبان في مدن قندهار وهلمند ونيمروز، على الرغم من الانسحاب واتفاق طالبان.